# Moirones
Moirones ist eine Ortschaft in Uruguay.

## Geographie
Sie befindet sich im Sektor 7 des Departamento Rivera. Dort liegt sie südlich von Lapuente, östlich von Amarillo und westlich des Ortes Arroyo Blanco am östlichen Ufer des Arroyo Yaguarí.

## Infrastruktur
Nördlich der Ortschaft verläuft die Ruta 27.

## Einwohner
Der Ort hatte bei der Volkszählung im Jahr 2011 211 Einwohner, davon 113 männliche und 98 weibliche.
| Jahr | Einwohner |
| ---- | --------- |
| 1996 | -         |
| 2004 | 158       |
| 2011 | 211       |

Quelle: Instituto Nacional de Estadística de Uruguay